# Pearl (drag queen)
Pearl, é o nome artístico e alter-ego de Matthew James Lent, uma drag queen, DJ, e produtor musical americano, que ficou conhecido repentinamente por participar da 7.ª temporada do reality show RuPaul's Drag Race, da famosa drag queen Rupaul, na qual foi vice-campeã. Matt deu inicio a sua carreira musical em 2015 como DJ, lançando o seu primeiro álbum de música eletrônica "Pleasure", em 2 de Junho de 2015. Pearl lançará em breve seu perfume "Flazéda", que é uma referencia a seu bordão.

## Biografia
Matthew James cresceu em uma cidade pequena no litoral da Flórida, na costa do golfo, chamado St. Petersburg, com sua mãe e duas irmãs. Na adolescência logo se tornou bastante independente, visto que sua mãe estava bastante ocupada com sua irmã mais velha, que era bastante rebelde. Sendo muito tímido, nunca teve muitos amigo. Aos 16 anos começou a namorar um garoto que o ajudou a se abrir diante da sua sexualidade. Matthew é fã de electro-pop, durante a juventude ele escutava artistas como Miss Kittin, Electrocute, Peaches, Gravy Train e Sánchez Dirty. Ele passava o tempo desenhando ricas senhoras de idade com grandes anéis de diamantes e peles, que eventualmente se transformaram em seu alter-ego "Pearl".

## Carreira
Em 2012, após se mudar para Chicago, Matthew começou a atuar como drag queen, usando o nome artístico "Pearl" (que quer dizer pérola em português). Ele descreveu seu personagem como uma "esposa robô puta de um filme". Inicialmente, era planejado para usar o personagem apenas como um hobby, mas rapidamente começou a agendar espetáculos devido ao repentino sucesso local. Mais tarde, mudou-se para Brooklyn, Nova Iorque, onde também se apresentava em casas noturnas.
Em dezembro de 2014, Pearl foi anunciada como uma das participantes da 7.ª temporada do reality show RuPaul's Drag Race. Apesar de um início ruim na competição, Pearl recuperou e venceu dois desafios principais, e, eventualmente, tornou-se uma finalista ao lado das competidoras Ginger Minj e Violet Chachki. No final, Chachki foi coroada o vencedora, deixando Pearl como vice-campeã. O programa proporcionou a Pearl um grande reconhecimento não só nos Estados Unidos como fora dele.

### Musica
Em 02 de junho de 2015, Pearl lançou seu álbum de musica eletrônica "Pleasure", juntamente com um vídeo musical como seu primeiro single, "Love Slave".  Ao contrário de outros álbuns lançados pelos participantes de RuPaul's Drag Race, Pleasure não apresentam nenhum vocal. O álbum alcançou a 11º colocação da Billboard americana na categoria Álbuns de Dança eletrônica. Matthew adora música, sempre foi uma fuga nos momentos difíceis. Ele gosta de fazer suas próprias batidas, mas sempre deixando claro que não é cantor e sim, DJ. Nas apresentações como DJ ele usa o nome de Pearl, mas vai como James, já que gosta de manter os dois separados.

### Perfume
Em 02 de junho de 2015, Pearl anunciou através de sua conta oficial no Facebook o lançamento de sua primeira fragrância "Flazéda", nome que é uma referencia a seu bordão utilizado no reality RuPaul's Drag Race. Flazéda é uma fragrância unissex composta de notas de anis, pimenta, bergamota, jasmim e, âmbar, lavanda, tangerina, sândalo, baunilha e vetiver, que já está disponível para legenda. A data de lançamento da fragrância esta marcada para o dia 30 de junho de 2015.

## Discografia

### Albuns
| Título   | Detalhes                                                                                      | Posição  | Posição |
| Título   | Detalhes                                                                                      | US Dance | US Heat |
| -------- | --------------------------------------------------------------------------------------------- | -------- | ------- |
| Pleasure | - Lançado: 02 de junho de 2015 - Gravadora: Sidecar Records - Formatos: CD e Download digital | 11       | 16      |

### Singles
| Título                                | Ano  | Álbum    |
| ------------------------------------- | ---- | -------- |
| "Love Slave" (featuring Jaylee Maruk) | 2015 | Pleasure |

### Outras aparições
| Título         | Ano  | Outro artista                   | Álbum                        |
| -------------- | ---- | ------------------------------- | ---------------------------- |
| "Hey Booty"    | 2015 | RuPaul, Miles Davis Moody       | RuPaul Presents: CoverGurlz2 |
| "Tan with You" | 2015 | Trixie Mattel, Miss Fame, Katya | Nenhum                       |

## Filmografia

### Televisão
| Ano  | Título             | Papel                    | Notas                       | Ref.   |
| ---- | ------------------ | ------------------------ | --------------------------- | ------ |
| 2015 | RuPaul's Drag Race | Ele mesmo (participante) | 7.ª temporada - Vice-Campeã | [ 12 ] |

### Web serie
| Ano  | Título   | Papel                    | Notas                           | Ref.   |
| ---- | -------- | ------------------------ | ------------------------------- | ------ |
| 2015 | Untucked | Ela mesma (participante) | Web serie de RuPaul's Drag Race | [ 13 ] |

### Videoclipes
| Título         | Ano  | Diretor            | Ref.   |
| -------------- | ---- | ------------------ | ------ |
| "Hey Booty"    | 2015 | Matthew James Lent |        |
| "Tan with You" | 2015 | RuPaul             |        |
| "Love Slave"   | 2015 | Michael Serrato    | [ 14 ] |

### Aparecimentos em videoclipes
| Título                    | Ano  | Diretor         | Ref. |
| ------------------------- | ---- | --------------- | ---- |
| "Bettie" (Violet Chachki) | 2015 | Michael Serrato |      |